# Židovský hřbitov v Mělníku
Židovský hřbitov v Mělníku se nachází v městské části Podolí. Byl založen v roce 1878 a do  roku 1942 zde bylo pohřbeno kolem 270 lidí. V roce 1987 byl areál hřbitova s ohradní zdí a souborem kamenných náhrobků zapsán do státního seznamu kulturních památek.

## Historie
Malý počet obyvatel židovského vyznání se na území Mělníku nacházel již od počátku 15. století. Následující staletí se počet Židů ve městě měnil a ve druhé polovině 19. století se začal zvyšovat.
Členům samostatné židovské obce se v únoru roku 1878 podařilo prosadit stavbu hřbitova. Podél vyhrazeného pozemku byla tedy postavena zeď. Roku 1881 byla vystavěna umrlčí komora a o pět let později byl přidán i domek pro hrobníka. Poslední zesnulý byl na hřbitově pohřben v roce 1942.
První větší rekonstrukce hřbitova proběhly v roce 2005 a 2008. Byly opraveny poškozené části ohradní zdi a vztyčeny a zrestaurovány poškozené náhrobky. V letech 2015–2016 proběhla rekonstrukce celého hřbitova, která spočívala v restaurování všech náhrobků, opravě a stavbě nové ohradní zdi a zřízení nového vchodu pro návštěvníky hřbitova.